# Normo metro cúbico
El normo metro cúbico, anteriormente conocido como metro cúbico normal, símbolo: Nm3 o, a veces, m3(n), es una unidad de medida de cantidad de gas que corresponde al contenido de un volumen de un metro cúbico, para un gas en condiciones normalizadas de presión y temperatura (0 o 15 o más raramente 20 °C según las referencias y 1 atm, o 101 325 Pa ).
Se trata de una unidad no reconocida por la Oficina Internacional de Pesas y Medidas, que considera que «solo hay un metro cúbico»: lo que cambia es la cantidad medida, no la unidad utilizada para la medida. Además, su definición (en particular, la temperatura de referencia adoptada) varía según el país o según el sector profesional en que se utilice.
Para un gas puro, un normo metro cúbico corresponde aproximadamente a 44,6 moles de gas.

## Puntos de referencia de temperatura
- DIN 1343: una temperatura de 273,15 K (0 °C): generalmente adoptada en Francia[3]
- ISO 2533: una temperatura de 288,15 K (15 °C): condiciones a veces denominadas "estándar" o normo metro cúbico estándar para diferenciarlas de las condiciones "normales"

## Física
El normo metro cúbico se utiliza para hablar de volúmenes de gas comprimido (sin tener en cuenta sus estados de compresión o calentamiento) (cf: párrafo 1).
Así, si se produce un volumen V1(m3) de gas a una presión P1(bar) y a una temperatura T1(°C), expresar V1 en (Nm3) equivale a calcular el volumen V'(Nm3) de este gas si se lo llevara a una temperatura de 0 °C y una presión de 1,013 bar, es decir:
{\displaystyle V^{'}({\rm {Nm^{3})=V_{1}({\rm {m^{3})\times {\frac {P_{1}({\rm {bar)}}}{1{,}013\,25}}\times {\frac {273{,}15}{T_{1}(C)+273{,}15}}}}}}}
De hecho, como describe la ley de los gases ideales: a presión, volumen y temperatura dados, la cantidad de materia (número de moles de gas ideal) es idéntica. La relación {\displaystyle P\cdot V=n\cdot R\cdot T} implica que entre 2 estados gaseosos, la cantidad {\displaystyle {\frac {P\cdot V}{T}}} se conserva si se conserva la cantidad de materia. Por lo tanto, se tiene que:
{\displaystyle {\frac {P_{1}\cdot V_{1}}{T_{1}}}={\frac {P_{0}\cdot V_{0}}{T_{0}}}}
por lo que para un gas ideal el volumen normalizado equivalente para un volumen inicial dado es:
{\displaystyle V_{norm}=V_{1}\cdot {\frac {P_{1}}{P_{norm}}}\cdot {\frac {T_{norm}}{T_{1}}}=V_{1}\cdot {\frac {P_{1}}{T_{1}}}\cdot {\frac {T_{norm}}{P_{norm}}}=V_{1}\cdot {\frac {P_{1}}{T_{1}}}\cdot K_{iso/Din}}
con
{\displaystyle K_{Din}={\frac {273{,}15}{1{,}013\,25}}\approx 269{,}58} y {\displaystyle K_{Iso}={\frac {288{,}15}{1{,}013\,25}}\approx 284{,}38}.
Las temperaturas en estas fórmulas se expresan en kelvins. Del mismo modo, las presiones absolutas se expresan en bares ({\displaystyle P_{absoluta}=P_{relativa}+P_{ambiante}} y, para ser más exactos, la presión ambiente es la presión que indica el barómetro. Siendo la presión ambiente media 1013,25 hPa = 1,013 25 bar).
La presencia de vapor de agua en el aire ambiente puede suponer un problema para la medición del volumen de aire equivalente normalizado después de la compresión. Esto hace que el gas se caliente y la diferencia de temperatura entre el gas caliente y la pared fría del recipiente de almacenamiento puede provocar la condensación del vapor de agua (en función del punto de rocío). Por lo tanto,  quedaría un gas con menos materia después de la compresión que antes.